# Paranormal Activity 2
Série Paranormal Activity
Paranormal Activity
(2009) Paranormal Activity 3
(2011)
Pour plus de détails, voir Fiche technique et Distribution.
Paranormal Activity 2, ou Activité paranormale 2 au Québec, est un film d'horreur indépendant américain réalisé par Tod Williams, sortie en 2010. Il s'agit d'une préquelle et d'une suite de Paranormal Activity. L'action se déroule 60 jours avant la mort de Micah, alors que le film se termine après la mort de Micah. C'est le seul opus qui joue sensiblement sur le comique de situation.
L'histoire se déroule cette fois dans la famille (recomposée) de la sœur de Katie (personnage principal de Paranormal Activity), Kristi mariée à Daniel. Leur fils âgé de quelques mois (au début du film) puis de 1 à 2 ans (dès la moitié du film) se nomme Hunter. La belle-fille Ali habite également avec eux, elle sera aussi très importante car elle mènera des recherches pour comprendre la situation. On fera aussi la connaissance de Martine, la nourrice employée par Daniel pour s'occuper d'Hunter et de la chienne de la famille, Abby.

## Synopsis
Le film a lieu la plus grande partie en août, puis se termine en octobre.
Au tout début du film, la famille ne fait qu'emménager dans la maison. On voit l'histoire par l'intermédiaire d'une caméra portable.
En rentrant de vacances, la famille découvre la maison sens dessus dessous, sans aucun objet de volé. Seules la chambre d'Hunter et la cave sont demeurées intactes. À la suite de cela, Daniel décide de faire installer des caméras murales filmant 24h/24 et permettant de voir dans l'obscurité.
Dans un premier temps, la famille fait face à des phénomènes mineurs : leur robot de piscine sort tous les soirs de l'eau, on voit le pendule du bébé tourner tout seul lorsque Kristi est avec Hunter dans sa salle de bain… Ali s'intéressera davantage par rapport à la famille à ces drôles de faits en essayant de les expliquer. Pendant la 4e nuit, à la 20e minute de la version longue du film, le grand miroir de la chambre d'Hunter se modifie pendant quelques secondes, avec un léger bruit de froissement, puis se remet en place.
S'ensuivent des phénomènes de plus en plus étranges, un soir où Martine doit rester seule pour s'occuper du bébé. À 22h35 (21e minute du film), on voit les casseroles qui commencent à bouger, la lumière de l’extérieur s'éclairait seule et un grand boum surgit de la chambre de Hunter. À la suite de cela, elle brûle de l'encens dans toute la maison pour "chasser" les mauvais esprits, mais à la suite de son intervention, Daniel la renvoie.
L’attention de Hunter semble plus concentré sur le miroir de sa chambre, comme lorsque Kristi lui demande de regarder la caméra, ce qu’il ne fait pas, distrait par autre chose autour de lui. De même lorsqu’un soir à 2:46 am (à 26 minutes et 20 secondes du film), Hunter se console aux bras de Kristi, on observe l’abat-jour de sa chambre se balancer et le regard d’Hunter vers le plafond, comme si une présence y était (dans Paranormal Activity 5, on verra plus tard que le démon se déplace également au plafond).
Dès lors, les phénomènes s'amplifient progressivement. Ali commence à penser qu'il s'agit d'un démon ayant fait un pacte avec la famille de Kristi il y a très longtemps, car en faisant des recherches, elle découvre qu'Hunter est le seul enfant mâle dans sa famille depuis les années 1930.
Un soir elle se retrouve seule à la maison avec son ami Brad venu en visite. Ils utilisent un ouija, où Brad fait d'abord une blague à Ali en écrivant "baise" ; cependant, peu après ce sont les lettres "HNT" qui sont écrites, sauf que ce n'est ni par Ali ni par son ami. Brad s'en va et Ali s'endort devant la télévision. La télé fait un bruit insupportable lorsqu'elle dort. Elle finit par être réveillée par un cri (inaudible pour le spectateur) de son nom. Elle se lève et s'aperçoit que la porte d'entrée est entre-ouverte, la referme puis entend quelqu'un y toquer.
Ne voyant personne à travers le judas, elle sort pour vérifier si ce n'est pas son ami. Une fois dehors la porte se referme toute seule et Ali est alors à la rue. Pendant qu'elle essaie de rentrer, Hunter est transporté en dehors de son lit par une entité invisible. Lorsque les parents reviennent, ils découvrent Ali dehors et Hunter, retourné dans son lit.
Face à tous ces incidents, Kristi commence à perdre son calme. Sa sœur, Katie, lui rappelant les phénomènes apparus durant leur adolescence, lui conseille de ne plus en parler pour chasser les démons. Conseil qu'elle suit aussitôt... jusqu'à un après-midi où elle est seule en train de lire un magazine dans la cuisine, où d'un coup tous les placards de la pièce s'ouvrent brutalement et la théière siffle. Quand Ali rentre, elle découvre sa belle-mère, chamboulée par cet événement, en train de se laver le visage dans la salle de bains. Pour rassurer Ali, Kristi lui répète le conseil de Katie.
Une autre nuit, Ali retrouve Abby (la chienne) en train d'agoniser dans le salon. Elle part avec son père, en laissant Kristi sur l'escalier, mais surtout seule à la maison. Attendant le retour de son mari et de sa belle-fille, elle se fait soudainement tirer par une entité invisible, tout comme Hunter précédemment mais beaucoup plus violemment. Au début elle résiste, se débat mais finit dans la cave, d'où elle essaie de s'échapper. Pendant ce temps, lors de cette 19e nuit (à 1h05 du film), on remarque le rideau blanc de la cuisine qui se soulève comme si un courant d’air passait. Ce n'est qu'une heure plus tard, que la porte s'ouvre. On voit Kristi en sortir calmement pour remonter dans sa chambre.
Le lendemain, Abby est toujours chez le vétérinaire, Daniel laisse donc Ali seule avec Kristi, alitée. Dans le salon, Ali entend des bruits étranges et découvre des marques de griffures sur le dos de la porte de la cave. En montant, elle voit dans l'ouverture de la porte de la chambre d'Hunter, Kristi assise. Ali remarque une morsure sur la cuisse de sa belle-mère, cependant dès qu'elle porte son regarde ailleurs que sur la marque, Kristi disparaît pour ensuite réapparaître derrière sa belle fille. Choquée, Ali fuit Kristi et regarde les vidéos filmées pendant la nuit. Elle découvre l'affreuse vérité et décide de la montrer à son père.
Celui-ci appelle Martine, car il comprend qu'elle avait juste essayé de les aider. Elle lui dit d'exorciser sa femme (cet exorcisme n'est pas aussi violent qu'un réel) car elle est possédée par un démon. Dès qu'il approche la croix censée faire revenir sa femme à son état normal, elle se jette sur lui. La maison se met alors à trembler, tous les meubles et objets tombent. Daniel cache sa fille dans un endroit sûr. Hunter, lui, ne comprend pas ce qui se passe, et reste calme. Daniel finit par exorciser sa femme, après que le sol vibre une dernière fois. À la suite de cette funeste journée, on ne sait pas ce qui est arrivé à Martine.
Trois semaines plus tard, Katie vient rendre visite à sa sœur et lui dit que maintenant c'est chez elle que se déroulent des phénomènes paranormaux. Quand elle rentre chez elle, elle découvre la nouvelle acquisition de son petit-ami : une énorme caméra. On peut alors situer Paranormal Activity dans le temps. Par ailleurs, au début du film on apprend que la mort de Micah Sloat a lieu le 8 octobre 2006. Ce soir-là, Katie vient chez sa sœur et assassine Daniel puis Kristi, puis enlève Hunter. C'est à ce moment que l'on comprend qu'après l'exorcisme, le démon n'a pas disparu, mais seulement quitté Kristi, pour posséder sa sœur. On découvre que cet effet était volontaire car il s'agissait du seul moyen, d'après Martine et Daniel, pour que Kristi soit à nouveau elle-même.
Pour cela, Dan a dû brûler partiellement une photo de Katie (retrouvée par Kristi au début du film, alors qu'elle la pensait brûlée lors de l'incendie de leur première maison). C'est cette photo que Micah retrouvera, brûlée par Daniel, dans le premier film. À la fin du film, on apprend par écrit qu'Ali a retrouvé les cadavres de son père et de sa belle-mère (tués par Katie en pleine nuit) en rentrant d'un voyage scolaire et qu'on ne sait rien d'Hunter et de Katie après son enlèvement.

## Fiche technique
- Titre : Paranormal Activity 2
- Réalisation : Tod Williams
- Scénario : Michael R. Perry, Christopher Landon et Tom Pabst
- Photographie : Michael Simmonds
- Montage : Gregory Plotkin
- Production : Steven Schneider
- Sociétés de distribution : Paramount Pictures et Blumhouse Productions
- Pays d'origine :  États-Unis
- Langue originale : anglais
- Budget de production : 3 000 000 $
- Genre : horreur
- Durée : 91 minutes (version cinéma) / 98 minutes (version longue)
- Dates de sortie :
  - États-Unis : 22 octobre 2010
  - France / Suisse : 20 octobre 2010
- Tous public avec avertissement au cinéma et en vidéo ou moins de 10 ans à la télévision parce que des scènes peuvent heurter la sensibilité des plus jeunes[Où ?]

## Distribution
- Katie Featherston (VF : Aurore Bonjour) : Katie
- Micah Sloat (VF : Benoît DuPac) : Micah Sloat
- Sprague Grayden (VF : Bérangère Allaux) : Kristi Rey
- Brian Boland (VF : Stéphane Pouplard) : Daniel Rey
- Molly Ephraim (VF : Adeline Chetail) : Ali Rey
- Jackson Xenia Prieto & William Juan Prieto : Hunter Rey
- Vivis Colombetti (VF : Léonore Galindo) : Martine
- Seth Ginsberg (VF : Alexandre Nguyen) : Brad

Sources et légende : Version française selon le carton de doublage français.

## Box-office
- Nombre d'entrées en France : 773 841
- Recettes États-Unis : 84 752 907 $
- Recettes mondiales : 177 282 360 $